# Aechmea poitaei
Espèce
Classification phylogénétique
Aechmea poitaei est une espèce de plantes à fleurs de la famille des Bromeliaceae présente du Pérou à la Guyane.

## Synonymes
- Streptocalyx poitaei Baker[1] ;
- Streptocalyx tessmannii Harms[1].

## Distribution
L'espèce est présente au Pérou, en Équateur, en Colombie et en Guyane.

## Description
L'espèce est épiphyte.